# Lautaro Martínez
Lautaro Javier Martínez (Bahía Blanca, 22 de agosto de 1997) es un futbolista argentino que juega de delantero en el Inter de Milán de la Serie A. Inició su carrera en su natal Argentina, debutando profesionalmente en 2015 con Racing Club. Permaneció cuatro temporadas en el equipo y llegó a representarle en liga y Copa Libertadores, totalizando 27 goles en 62 partidos antes de unirse al Inter de Milán a cambio de 27 millones de euros en el año 2018.
Representó a Argentina en diversos niveles juveniles, llegando a competir en el Campeonato Sudamericano Sub-20 de 2017 y en la Copa Mundial Sub-20 de 2017. Realizó su debut absoluto en 2018 y fue parte de los equipos partícipe de las Copa América 2019, 2021 y 2024, logrando el tercer lugar en la primera y el título en las últimas dos -siendo el máximo goleador en la edición más reciente-, además de la Copa de Campeones Conmebol-UEFA (ex Copa Artemio Franchi), donde fue figura.
También se consagró campeón del mundo disputando la Copa Mundial 2022 en Catar, siendo recordado especialmente por convertir el último gol en la tanda de penales ante Países Bajos en el partido correspondiente a los cuartos de final. Estaba designado para patear en 5to lugar en la final pero no fue necesario.
Posteriormente se destacó en el Inter de Milán donde fue capitán del equipo que conquistó el vigésimo Scudetto cinco fechas antes del final del torneo, tras el triunfo por 2-1 en el Derby della Madonnina.

## Trayectoria
Es hijo de Mario (72), un respetado lateral izquierdo que jugó 21 años en Primera entre el propio Liniers, Villa Mitre, San Francisco, Rosario Puerto Belgrano (Punta Alta) y Racing de Olavarría, incluyendo tres en la B Nacional y seis en Torneos Argentinos.
Fue formado futbolísticamente en el Club Atlético Liniers de su natal Bahía Blanca, mientras jugaba en la Selección Sub-17. A pesar de estar abocado de lleno al fútbol, de pequeño soñó con convertirse en una estrella de la NBA. "De chico jugaba al basquet, pero a los 15 años tuve que elegir y me decidí por el fútbol. Pero, si no fuera futbolista, jugaría al básquet, me encanta. Es más: prefiero mirar un partido de básquet que uno de fútbol", confesó en una entrevista a la revista El Gráfico.

### Racing Club
Después de formarse en el equipo de su ciudad natal, fue rechazado por su estatura y rendimiento en Boca Juniors, por lo que decidió fichar por el Racing Club, donde logró una adaptación muy rápida, convirtiendo 50 goles en misma cantidad de encuentros jugando en la sexta división. En 2015, continuó con su paso goleador lo que le valió subir y entrenarse con la Reserva donde anotó otros 20 goles. Debutó el 31 de octubre de 2015 en la fecha 29 del Campeonato de Primera División contra Crucero del Norte entrando como suplente reemplazando al ídolo Diego Milito. El 28 de enero de 2016 marca su primer gol en la victoria 3:1 contra el clásico rival Independiente en un amistoso de verano.
Sus buenas actuaciones en la reserva de Racing, y sus actuaciones en el Torneo internacional de la Alcudia, donde Argentina perdió con España en la final por 3:1, siendo el máximo goleador del certamen y elegido como el mejor jugador del torneo, atrajo el interés del Real Madrid, del Valencia y del Atlético de Madrid, entre otros. Luego de sus buenas actuaciones en el Sudamericano Sub-20 de 2017 y en Racing, atrajo el interés del Real Madrid y del Inter.
El 4 de febrero de 2018 convierte su primer hat-trick en primera, en un partido frente a Huracán, que finalizó 4 a 0. En dicho partido, Martínez era observado por un ojeador del Internazionale y por Jorge Sampaoli, el entrenador de la selección nacional, quien luego lo convocaría para los amistosos que el conjunto argentino debía disputar en marzo, pero finalmente no lo convocó para el Mundial de Rusia 2018, hecho que causaría algunas polémicas.
Luego, el 27 de febrero de 2018 por la primera fecha de la Copa Libertadores 2018 marcaría su segundo triplete (primero internacional y debut goleador en torneos internacionales) para que Racing gane 4 a 2 frente a Cruzeiro. Volvería a convertir el 19 de mayo del mismo año, contra Vasco da Gama de Brasil, en el Cilindro, el segundo gol en la goleada 4 - 0. Y a la semana siguiente, volvería a convertirle al mismo equipo en el empate 1 - 1.

### Inter de Milán
Su progresión y registros goleadores suscitaron el interés de varios clubes europeos como el Atlético de Madrid, el Barcelona, el Borussia Dortmund e Inter de Milán. Tras diversas especulaciones, finalmente en la primavera de 2018 se anunció su venta al conjunto Italiano más un 10% de plusvalía de una futura venta para el club de Avellaneda, efectiva a partir de junio. Marcó su primer gol en la victoria de su equipo por 2–0 ante Cagliari el 29 de septiembre de ese mismo año. Luego marcó nuevamente por la fecha 13 de la Serie A frente al Frosinone, al Napoli por la fecha 18, su primer doblete ante el Benevento por la Copa Italia en la victoria 6 a 2, y ante el Parma Football Club por la fecha 23. Su séptimo gol y primero internacional en Europa fue ante SK Rapid Viena por los 16.os de final de la Liga Europa de la UEFA.
El 3 de noviembre de 2020 convertiría un gol, y asistiría a su compañero Iván Perisic en lo que sería caída ante el Real Madrid en la fase de grupos de la Champions League 2020.
Luego, el 3 de enero de 2021 logra anotar su primer Triplete con la camiseta del Inter, ante el F. C. Crotone por la fecha 15 de la Serie A 2020-21 cabe destacar que fue con la diestra, zurda y la cabeza. El 21 de febrero de ese año, anotó un doblete ante el Milan por la fecha 23 de la Serie A. El primer gol llegó gracias a una gran asistencia de su compañero Romelu Lukaku que terminaría rematando de cabeza para dejar inmóvil al arquero Gianluigi Donnarumma. Y el segundo gol, vendría de otra gran asistencia, esta vez por parte del croata Iván Perisic, que Martínez remataría perfectamente para que termine en gol. El delantero argentino fue la figura de aquel "Derby de la Madonnina". El 1 de mayo de 2021 se consagra campeón de la Serie A tras vencer 0-2 al Crotone, Martínez con 17 goles sería una de las figuras del equipo y lograría su primer título en el conjunto neroazzurro.
El 12 de enero de 2022 sumaría su segundo título en Italia al consagrarse campeón de la Supercopa de Italia frente a la Juventus FC. Martínez marcaría el 1-1 parcial desde los 12 pasos. El 19 de abril del mismo año marca un doblete en la goleada 3-0 frente al AC Milan por la vuelta de las semifinales de la Copa Italia y sentenciando el pase a la final de la misma.
El 19 de abril de 2023, anotó un gol en lo que fue empate 3-3 ante Benfica por los cuartos de final de la UEFA Champions League. Resultado que les sirvió para clasificar a las Semifinales de la competencia. El 16 de mayo, clasificó al Inter a la final de la Champions League 2023, tras vencer al Milan 3-0 en el global (2-0 en la ida y 1-0 en la vuelta), además Martínez haciendo el gol de la vuelta.
El 10 de junio de 2023, disputaría la que sería su primer final UEFA Champions League, y su segunda final internacional a nivel clubes (la primera ante Sevilla de España en la Europa League UEFA en el año 2020).
El Inter de Milán enfrentaría al Manchester City, en lo que fue victoria para los ingleses y derrota para los de Milán. Martínez fue clave para llegar a aquella final, aportando varios goles. Para la temporada 2023-2024 fue nombrado primer capitán del conjunto neroazzurro. El 30 de septiembre de 2023 le marcó un póker de goles a la Salernitana tras salir de la banca, convirtiéndose en el primer futbolista en conseguir este hito en la Serie A.
El 22 de enero de 2024 ganó la Supercopa de Italia por tercera consecutiva. El jugador argentino fue el autor del único tanto de la final ante el Napoli. Un mes después, luego de anotarle un nuevo gol a la Salernitana, Martínez se convertiría en el máximo goleador argentino del Inter de Milán al superar los 124 goles de su compatriota Mauro Icardi. El 22 de abril de ese año, siendo capitán del equipo neroazzurro, conquistó el vigésimo Scudetto cinco fechas antes del final del torneo, tras el triunfo por 2-1 en el Derby della Madonnina.
Posteriormente, la siguiente temporada, consigue ser el máximo goleador histórico en la Champions ante la victoria por 0-2 ante el Feyenoord en octavos de final. El 8 de abril de 2025, su rol en el Allianz Arena fue decisivo para el trascendente triunfo por 2-1 ante Bayern Munich, que hacía cuatro años que no perdía de local por la Champions League. Con su gol ,el primero del partido, Lautaro marcó un nuevo récord: máximo anotador histórico del Inter en la Champions, al dejar atrás los 18 del brasileño Adriano.

## Selección nacional

### Selección sub-20

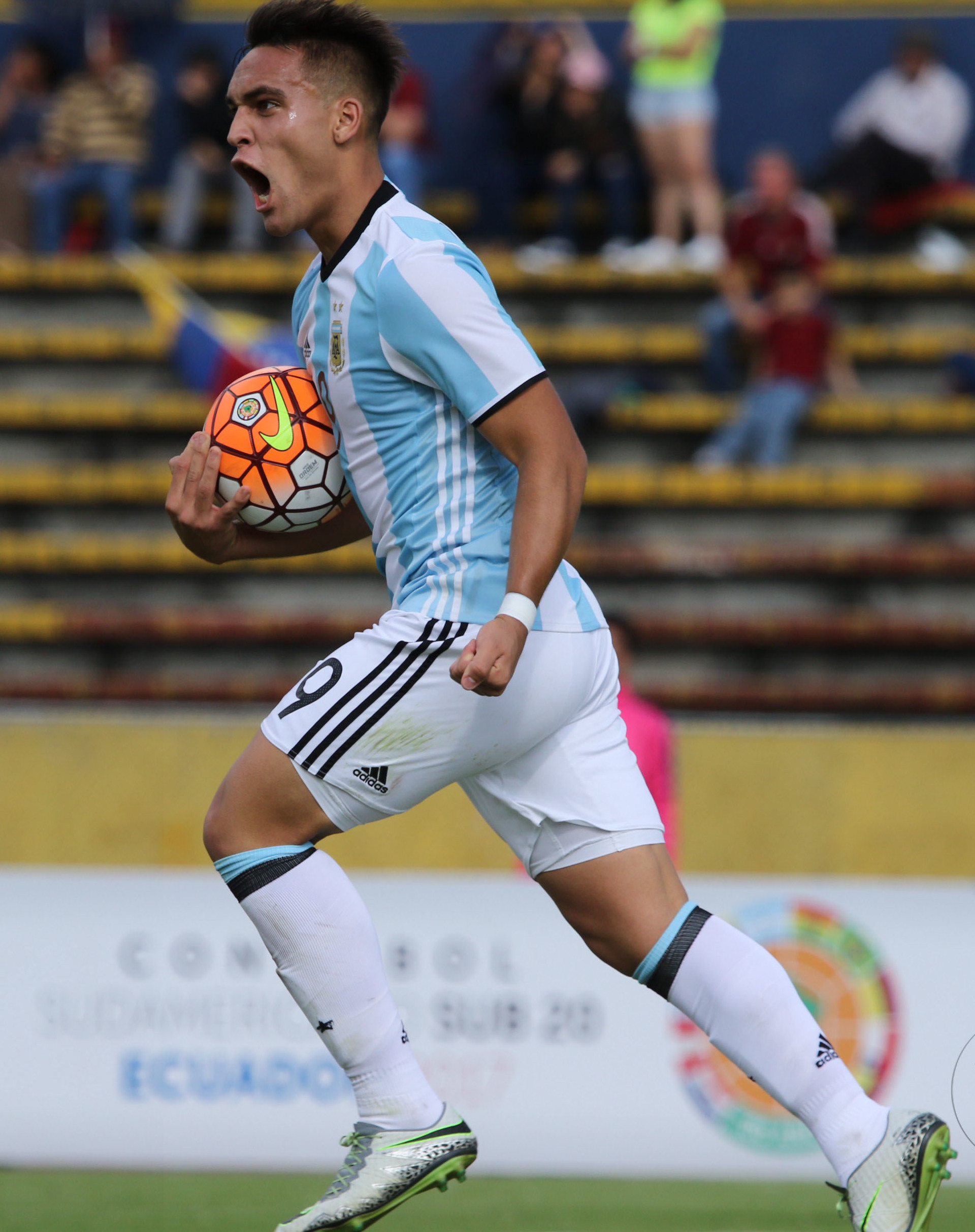
Martínez con la Selección Argentina en 2017

Fue convocado por Julio Olarticoechea para entrenar con la Selección Sub-20 previo a la Copa Mundial Sub-20 de 2017. El 26 de julio de 2016 convierte su primer gol, con la Selección frente a Catar por el Torneo internacional de la Alcudia. En Semifinales de dicha competición, convierte su segundo gol frente a Venezuela, partido que finalizó 2:1 a favor de la albiceleste con otro tanto de su compañero de Racing Club, Brian Mansilla. Su última conquista se dio en la final del torneo ante España. Finalizó la competencia como máximo goleador, con tres tantos, junto a Joel Rodríguez y fue elegido como el mejor jugador del torneo. El 3 de enero de 2017 es confirmado como integrante de la nómina, por Claudio Úbeda, para disputar el campeonato sudamericano con sede en Ecuador. Martínez es fundamental para clasificar a la Copa Mundial Sub-20, convirtiendo el gol del triunfo frente a Colombia, el gol del empate agónico a Brasil y dos goles a Venezuela en la victoria 2:0 que le dan la clasificación a Argentina contra todo pronóstico, gracias al posterior empate entre Brasil y Colombia 0:0, quienes terminaron eliminados. Fue uno de los goleadores del torneo con 5 tantos.
En la Copa Mundial Sub-20 de 2017 debutó contra Inglaterra ingresando desde el banquillo y fue expulsado minutos después, el resultado final fue un contundente 0:3 a favor de la selección europea (a la postre campeona del certamen).
Martínez anota un doblete en la goleada 5:0 sobre Guinea pero lamentablemente no alcanzó y Argentina quedó eliminada en primera fase.
Participaciones en torneos internacionales
| Copa                        | Sede          | Resultado     | Partidos | Goles |
| --------------------------- | ------------- | ------------- | -------- | ----- |
| Sudamericano Sub-20 de 2017 | Ecuador       | Cuarto lugar  | 9        | 5     |
| Copa Mundial Sub-20 2017    | Corea del Sur | Primera ronda | 2        | 2     |

| 1.  | 26 de julio de 2016   | Estado Municipal Els Arcs, Valencia, España | Catar      |  | 2–0 | Torneo Sub-20 de la Alcudia |
| 2.  | 28 de julio de 2016   | Estado Municipal Els Arcs, Valencia, España | México     |  | 1–1 | Torneo Sub-20 de la Alcudia |
| 3.  | 30 de julio de 2016   | Estado Municipal Els Arcs, Valencia, España | Costa Rica |  | 1–0 | Torneo Sub-20 de la Alcudia |
| 4.  | 2 de agosto de 2016   | Estado Municipal Els Arcs, Valencia, España | Venezuela  |  | 2–1 | Torneo Sub-20 de la Alcudia |
| 5.  | 4 de agosto de 2016   | Estado Municipal Els Arcs, Valencia, España | España     |  | 1–3 | Torneo Sub-20 de la Alcudia |
| 6.  | 19 de enero de 2017   | Estado Olímpico, Ibarra, Ecuador            | Perú       |  | 1–1 | Sudamericano Sub-20         |
| 7.  | 21 de enero de 2017   | Estado Olímpico, Ibarra, Ecuador            | Uruguay    |  | 3–3 | Sudamericano Sub-20         |
| 8.  | 23 de enero de 2017   | Estado Olímpico, Ibarra, Ecuador            | Bolivia    |  | 5–1 | Sudamericano Sub-20         |
| 9.  | 27 de enero de 2017   | Estado Olímpico, Ibarra, Ecuador            | Venezuela  |  | 0–0 | Sudamericano Sub-20         |
| 10. | 30 de enero de 2017   | Estadio Olímpico Atahualpa, Quito, Ecuador  | Uruguay    |  | 0–3 | Sudamericano Sub-20         |
| 11. | 2 de febrero de 2017  | Estadio Olímpico Atahualpa, Quito, Ecuador  | Colombia   |  | 2–1 | Sudamericano Sub-20         |
| 12. | 5 de febrero de 2017  | Estadio Olímpico Atahualpa, Quito, Ecuador  | Ecuador    |  | 0–3 | Sudamericano Sub-20         |
| 13. | 8 de febrero de 2017  | Estadio Olímpico Atahualpa, Quito, Ecuador  | Brasil     |  | 2–2 | Sudamericano Sub-20         |
| 14. | 11 de febrero de 2017 | Estadio Olímpico Atahualpa, Quito, Ecuador  | Venezuela  |  | 2–0 | Sudamericano Sub-20         |
| 15. | 20 de mayo de 2017    | Estadio Mundialista, Jeonju, Corea del Sur  | Inglaterra |  | 0–3 | Mundial Sub-20              |
| 16. | 26 de mayo de 2017    | Estadio Mundialista, Jeonju, Corea del Sur  | Guinea     |  | 5–0 | Mundial Sub-20              |

### Selección absoluta

#### Debut y primeros amistosos
Hizo su debut en la selección mayor el 27 de marzo de 2018, habiendo sido convocado por Jorge Sampaoli para disputar la doble fecha FIFA de amistosos de ese mes ante las selecciones de Italia y España. Martínez participó del segundo encuentro amistoso que perdería por un abultado marcador de 1-6 contra España, en el Estadio Metropolitano de Madrid, ingresando en el minuto 59. A pesar de que el jugador apareció en la lista preliminar de 35 jugadores para el Mundial de Rusia, Sampaoli finalmente no lo incluyó en la lista definitiva, debido en parte a una supuesta lesión y por la inclusión de otros delanteros que ya cumplían un rol similar, tales como Gonzalo Higuaín y Sergio Agüero. Eso provocaría posteriormente algunas polémicas, especialmente por la decepción de no haber pasado de octavos de final en dicho evento.
Regresó a la selección nacional en el mes de octubre para disputar los amistosos frente a Irak y Brasil, esta vez siendo citado por Lionel Scaloni (quien había asumido el cargo como interino luego de la salida de Jorge Sampaoli después del mal rendimiento de la albiceleste en Rusia). El retorno de Martínez a la escuadra argentina originalmente estaba previsto para septiembre, sin embargo, una lesión lo marginó de la convocatoria. Martínez marcaría su primer gol vistiendo la casaca celeste y blanca el día 11 de octubre de 2018 ante el seleccionado iraquí, aunque luego saldría reemplazado por Giovanni Simeone en el inicio del complemento. Ante Brasil, Martínez fue inicialmente suplente, pero entraría por Paulo Dybala a los 58'.
Luego sería nuevamente llamado para disputar los últimos partidos de la selección nacional en 2018 ante el combinado mexicano, siendo titular en el primer cotejo y teniendo un número importantes de chances de gol; pese a ello, el jugador no logró convertir y terminó saliendo por Mauro Icardi en el segundo tiempo.
En marzo de 2019 recibió una nueva convocatoria al conjunto argentino para enfrentar a Venezuela y Marruecos en la primera doble fecha FIFA del año, siendo partícipe en ambos como el centrodelantero titular. En el partido ante la vinotinto marcaría un gol a los 59 minutos, que significó el 1-2 transitorio para la albiceleste, aunque a los 78' saldría sustituido por Darío Benedetto.

#### Copa América 2019
El 21 de mayo del mismo año fue convocado a la Copa América 2019. En un amistoso previo a la Copa, disputado en junio, le anota un doblete a Nicaragua en la goleada albiceleste por 6-1. En dicho evento tuvo una destacada actuación con 2 goles en 4 partidos ante Catar en fase de grupos y contra Venezuela en cuartos, siendo el goleador del ciclo de Scaloni (seis goles en diez partidos) hasta las semifinales con Brasil, donde recibió una tarjeta amarilla que le impidió estar en el partido por el tercer puesto contra Chile.
El 10 de septiembre, en un amistoso disputado en San Antonio, marcó un hat- trick en el primer tiempo (16′, 21′ y 38′) para la goleada de Argentina por 4-0 ante México. Martínez fue la gran figura por marcar los tres goles y también por generar el penal con el que Leandro Paredes convirtió el tercer gol parcial de la Argentina.
Ya en octubre de 2020, en la segunda fecha de las Eliminatorias Sudamericanas rumbo a Catar 2022, convierte un gol y asiste a su compañero Tucu Correa para la victoria de Argentina 2-1 ante Bolivia en el Estadio Hernando Siles siendo la figura del encuentro y anotando para su Selección después de 5 partidos seguidos sin convertir con la camiseta albiceleste. Luego en noviembre anotaría nuevamente ante Perú por la cuarta fecha de las eliminatorias.

#### Copa América 2021
El 10 de junio de 2021 es convocado por Lionel Scaloni para disputar la Copa América 2021 nuevamente en Brasil, allí el 'toro' tendría una destacada actuación convirtiendo en fase de grupos ante Bolivia, en cuartos ante Ecuador y en semifinales de la Copa contra Colombia, terminando con 3 goles en 6 partidos, siendo el tercer máximo goleador de la Copa y segundo de Argentina solo por detrás de Lionel Messi, contribuyendo enormemente con grandes rendimientos para que su Selección levante nuevamente un título oficial a nivel mayor luego de 28 años.
Luego de la hazaña en Brasil, ya afianzado totalmente como el 9 indiscutido de su Selección, es convocado para disputar las triples fechas de septiembre y octubre y la doble fecha de noviembre de 2021 con Argentina por las Eliminatorias anotando 3 goles en 6 partidos contra Venezuela, Uruguay y Perú nuevamente (como en la cuarta fecha) por la quinta, novena y duodécima fecha respectivamente. En 2022, arrancaría haciendo de las suyas en la doble fecha de enero/febrero donde convertiría 2 goles: 1 gol ante Chile en Calama y 1 ante Colombia en el Estadio Mario Alberto Kempes sentenciando prácticamente que esas 2 selecciones no logren clasificarse al Mundial.

#### Finalissima 2022
En junio disputa con Argentina la final de la Finalissima, ganando 3-0 y siendo una de las figuras, convirtiendo el primer gol luego de una asistencia de Messi y asistiendo a Di María en el segundo gol del partido, culminando la noche con 1 gol y 1 asistencia. 

#### Copa Mundial de Futbol 2022

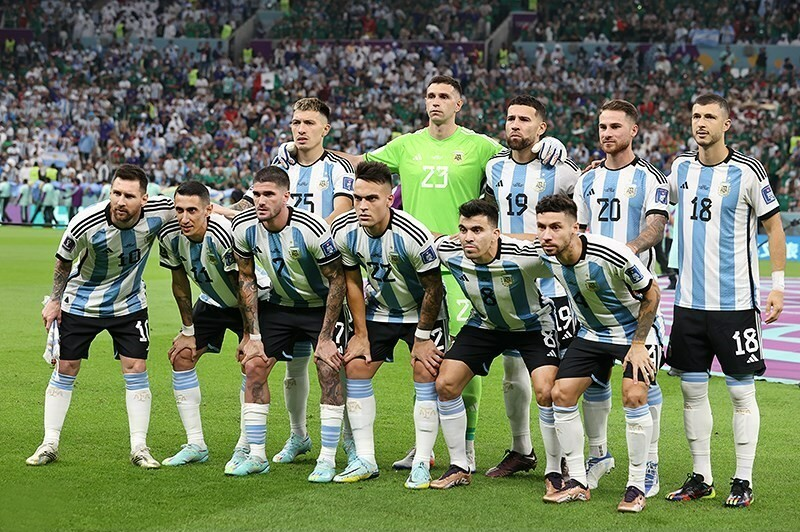
Martínez (22), en la fotografía a minutos de comenzar el partido frente a México por la segunda ronda de la fase de grupos de la Copa Mundial de Fútbol de 2022

En noviembre de 2022 se realizó en Catar la Copa Mundial de 2022. A pesar de haber llegado con lesiones, fue citado por Scaloni y formando parte del plantel que, posteriormente, se coronaría campeón del mundo. Martínez disputó seis encuentros, siendo titular en los encuentros de fase de grupos frente a Arabia Saudita, México e ingresando frente a Polonia. Ingresó en los octavos de final frente a Australia, mismo en los cuartos de final frente a Países Bajos, dónde convirtió el quinto penal que le dio la clasificación a su seleccionado a las semifinales. Ingresó a los 102 minutos en la final del torneo y fue partícipe del tercer y último gol de Argentina convertido por Messi para llevar el encuentro a la serie de penales. 
A pesar de que en términos generales tuvo una floja copa, participó en dos momentos fundamentales para que la Argentina consiga su tercera Copa del Mundo.

#### Participaciones en Copas del Mundo
| Mundial           | Sede  | Resultado | Partidos | Goles |
| ----------------- | ----- | --------- | -------- | ----- |
| Copa Mundial 2022 | Catar | Campeón   | 6        | 0     |

#### Participaciones en Copas América
| Torneo            | Sede           | Resultado    | Partidos | Goles |
| ----------------- | -------------- | ------------ | -------- | ----- |
| Copa América 2019 | Brasil         | Tercer lugar | 4        | 2     |
| Copa América 2021 | Brasil         | Campeón      | 6        | 3     |
| Copa América 2024 | Estados Unidos | Campeón      | 6        | 5     |

#### Participaciones en Copa de Campeones Conmebol-UEFA
| Torneo           | Sede    | Resultado | Partidos | Goles |
| ---------------- | ------- | --------- | -------- | ----- |
| Finalissima 2022 | Londres | Campeón   | 1        | 1     |

#### Participaciones en Clasificatorias a Copas del Mundo
| Eliminatorias                 | Sede            | Resultado    | Partidos | Goles | Asist. |
| ----------------------------- | --------------- | ------------ | -------- | ----- | ------ |
| Eliminatorias Mundial de 2022 | América del Sur | 2.º Lugar    | 14       | 7     | 0      |
| Eliminatorias Mundial de 2026 | América del Sur | Por Disputar | 7        | 1     | 2      |
| Total                         | Total           | Total        | 24       | 8     | 4      |

### Partidos con la selección absoluta
| \| PJ \| Fecha \| Ciudad \| Local \| Resultado \| Visitante \| Competición \| \| -- \| ---------- \| ------------------- \| ------------ \| --------- \| -------------- \| ----------------------------- \| \| 1 \| 27-03-2018 \| Madrid \| España \| 6:1 \| Argentina \| Amistoso \| \| 2 \| 11-10-2018 \| Riad \| Irak \| 0:4 \| Argentina \| Amistoso \| \| 3 \| 16-10-2018 \| Yeda \| Argentina \| 0:1 \| Brasil \| Amistoso \| \| 4 \| 16-11-2018 \| Córdova \| Argentina \| 2:0 \| México \| Amistoso \| \| 5 \| 22-03-2019 \| Madrid \| Argentina \| 1:3 \| Venezuela \| Amistoso \| \| 6 \| 26-03-2019 \| Tánger \| Marruecos \| 0:1 \| Argentina \| Amistoso \| \| 7 \| 07-06-2019 \| San Juan \| Argentina \| 5:1 \| Nicaragua \| Amistoso \| \| 8 \| 19-06-2019 \| Belo horizonte \| Argentina \| 1:1 \| Paraguay \| Copa América 2019 \| \| 9 \| 23-06-2019 \| Porto Alegre \| Catar \| 0:2 \| Argentina \| Copa América 2019 \| \| 10 \| 28-06-2019 \| Río de Janeiro \| Colombia \| 2:0 \| Argentina \| Copa América 2019 \| \| 11 \| 02-07-2019 \| Belo horizonte \| Brasil \| 2:0 \| Argentina \| Copa América 2019 \| \| 12 \| 05-09-2019 \| Los Ángeles \| Chile \| 1:2 \| Argentina \| Amistoso \| \| 13 \| 10-09-2019 \| San Antonio \| Argentina \| 4:0 \| México \| Amistoso \| \| 14 \| 09-10-2019 \| Dortmund \| Alemania \| 2:2 \| Argentina \| Amistoso \| \| 15 \| 13-10-2023 \| Elche \| Ecuador \| 1:6 \| Argentina \| Amistoso \| \| 16 \| 15-11-2019 \| Riad \| Brasil \| 0:1 \| Argentina \| Amistoso \| \| 17 \| 18-11-2019 \| Tel Aviv \| Argentina \| 2:2 \| Uruguay \| Amistoso \| \| 18 \| 08-10-2020 \| Buenos Aires \| Argentina \| 1:0 \| Ecuador \| Eliminatorias Mundial de 2022 \| \| 19 \| 13-10-2020 \| La Paz \| Bolivia \| 1:2 \| Argentina \| Eliminatorias Mundial de 2022 \| \| 20 \| 12-11-2020 \| Buenos Aires \| Argentina \| 1:1 \| Paraguay \| Eliminatorias Mundial de 2022 \| \| 21 \| 17-11-2020 \| Lima \| Perú \| 0:2 \| Argentina \| Eliminatorias Mundial de 2022 \| \| 22 \| 03-06-2021 \| Santiago del Estero \| Argentina \| 1:1 \| Chile \| Eliminatorias Mundial de 2022 \| \| 23 \| 08-06-2021 \| Barranquilla \| Colombia \| 2:2 \| Argentina \| Eliminatorias Mundial de 2022 \| \| 24 \| 14-06-2021 \| Río de Janeiro \| Argentina \| 1:1 \| Chile \| Copa América 2021 \| \| 25 \| 18-06-2021 \| Brasilia \| Argentina \| 1:0 \| Uruguay \| Copa América 2021 \| \| 26 \| 28-06-2021 \| Cuiabá \| Bolivia \| 1:4 \| Argentina \| Copa América 2021 \| \| 27 \| 03-07-2021 \| Goiania \| Argentina \| 3:0 \| Ecuador \| Copa América 2021 \| \| 28 \| 06-07-2021 \| Brasilia \| Argentina \| 1 (3:2) 1 \| Colombia \| Copa América 2021 \| \| 29 \| 10-07-2021 \| Río de Janeiro \| Argentina \| 1:0 \| Brasil \| Copa América 2021 \| \| 30 \| 02-09-2021 \| Caracas \| Venezuela \| 1:3 \| Argentina \| Eliminatorias Mundial de 2022 \| \| 31 \| 09-09-2021 \| Buenos Aires \| Argentina \| 3:0 \| Bolivia \| Eliminatorias Mundial de 2022 \| \| 32 \| 10-10-2021 \| Buenos Aires \| Argentina \| 3:0 \| Uruguay \| Eliminatorias Mundial de 2022 \| \| 33 \| 14-10-2021 \| Buenos Aires \| Argentina \| 1:0 \| Perú \| Eliminatorias Mundial de 2022 \| \| 34 \| 12-11-2021 \| Montevideo \| Uruguay \| 0:1 \| Argentina \| Eliminatorias Mundial de 2022 \| \| 35 \| 16-11-2021 \| San Juan \| Argentina \| 0:0 \| Brasil \| Eliminatorias Mundial de 2022 \| \| 36 \| 27-01-2022 \| Calama \| Chile \| 1:2 \| Argentina \| Eliminatorias Mundial de 2022 \| \| 37 \| 01-02-2022 \| Córdoba \| Argentina \| 1:0 \| Colombia \| Eliminatorias Mundial de 2022 \| \| 38 \| 01-06-2022 \| Londres \| Italia \| 0:3 \| Argentina \| Finalissima 2022 \| \| 39 \| 23-09-2022 \| Gardens \| Argentina \| 3:0 \| Honduras \| Amistoso \| \| 40 \| 27-09-2022 \| Harrison \| Argentina \| 3:0 \| Jamaica \| Amistoso \| \| 41 \| 22-11-2022 \| Lusail \| Argentina \| 1:2 \| Arabia Saudita \| Copa Mundial 2022 \| \| 42 \| 26-11-2022 \| Lusail \| Argentina \| 2:0 \| México \| Copa Mundial 2022 \| \| 43 \| 30-11-2022 \| Doha \| Polonia \| 0:2 \| Argentina \| Copa Mundial 2022 \| \| 44 \| 03-12-2022 \| Rayán \| Argentina \| 2:1 \| Australia \| Copa Mundial 2022 \| \| 45 \| 09-12-2022 \| Lusail \| Países Bajos \| 2 (3:4) 2 \| Argentina \| Copa Mundial 2022 \| \| 46 \| 18-12-2022 \| Lusail \| Argentina \| 3 (4:2) 3 \| Francia \| Copa Mundial 2022 \| \| 47 \| 23-03-2023 \| Buenos Aires \| Argentina \| 2:0 \| Panamá \| Amistoso \| \| 48 \| 28-03-2023 \| Santiago del Estero \| Argentina \| 7:0 \| Curazao \| Amistoso \| \| 49 \| 07-09-2023 \| Buenos Aires \| Argentina \| 1:0 \| Ecuador \| Eliminatorias Mundial de 2026 \| \| 50 \| 12-09-2023 \| La Paz \| Bolivia \| 0:3 \| Argentina \| Eliminatorias Mundial de 2026 \| \| 51 \| 12-10-2023 \| Buenos Aires \| Argentina \| 1:0 \| Paraguay \| Eliminatorias Mundial de 2026 \| \| 52 \| 17-10-2023 \| Lima \| Perú \| 0:2 \| Argentina \| Eliminatorias Mundial de 2026 \| \| 53 \| 16-11-2023 \| Buenos Aires \| Argentina \| 0:2 \| Uruguay \| Eliminatorias Mundial de 2026 \| \| 54 \| 21-11-2023 \| Río de Janeiro \| Brasil \| 0:1 \| Argentina \| Eliminatorias Mundial de 2026 \| \| 55 \| 22-03-2024 \| Filadelfia \| Argentina \| 3:0 \| El Salvador \| Amistoso \| \| 56 \| 22-03-2024 \| Los Ángeles \| Argentina \| 3:1 \| Costa Rica \| Amistoso \| \| 57 \| 20-06-2024 \| Atlanta \| Argentina \| 2:0 \| Canadá \| Copa América 2024 \| \| 58 \| 25-06-2024 \| East Rutherford \| Chile \| 0:1 \| Argentina \| Copa América 2024 \| \| 59 \| 29-06-2024 \| Miami Gardens \| Argentina \| 2:0 \| Perú \| Copa América 2024 \| |            |                     |              |           |                |                               |
| PJ | Fecha      | Ciudad              | Local        | Resultado | Visitante      | Competición                   |
| 1 | 27-03-2018 | Madrid              | España       | 6:1       | Argentina      | Amistoso                      |
| 2 | 11-10-2018 | Riad                | Irak         | 0:4       | Argentina      | Amistoso                      |
| 3 | 16-10-2018 | Yeda                | Argentina    | 0:1       | Brasil         | Amistoso                      |
| 4 | 16-11-2018 | Córdova             | Argentina    | 2:0       | México         | Amistoso                      |
| 5 | 22-03-2019 | Madrid              | Argentina    | 1:3       | Venezuela      | Amistoso                      |
| 6 | 26-03-2019 | Tánger              | Marruecos    | 0:1       | Argentina      | Amistoso                      |
| 7 | 07-06-2019 | San Juan            | Argentina    | 5:1       | Nicaragua      | Amistoso                      |
| 8 | 19-06-2019 | Belo horizonte      | Argentina    | 1:1       | Paraguay       | Copa América 2019             |
| 9 | 23-06-2019 | Porto Alegre        | Catar        | 0:2       | Argentina      | Copa América 2019             |
| 10 | 28-06-2019 | Río de Janeiro      | Colombia     | 2:0       | Argentina      | Copa América 2019             |
| 11 | 02-07-2019 | Belo horizonte      | Brasil       | 2:0       | Argentina      | Copa América 2019             |
| 12 | 05-09-2019 | Los Ángeles         | Chile        | 1:2       | Argentina      | Amistoso                      |
| 13 | 10-09-2019 | San Antonio         | Argentina    | 4:0       | México         | Amistoso                      |
| 14 | 09-10-2019 | Dortmund            | Alemania     | 2:2       | Argentina      | Amistoso                      |
| 15 | 13-10-2023 | Elche               | Ecuador      | 1:6       | Argentina      | Amistoso                      |
| 16 | 15-11-2019 | Riad                | Brasil       | 0:1       | Argentina      | Amistoso                      |
| 17 | 18-11-2019 | Tel Aviv            | Argentina    | 2:2       | Uruguay        | Amistoso                      |
| 18 | 08-10-2020 | Buenos Aires        | Argentina    | 1:0       | Ecuador        | Eliminatorias Mundial de 2022 |
| 19 | 13-10-2020 | La Paz              | Bolivia      | 1:2       | Argentina      | Eliminatorias Mundial de 2022 |
| 20 | 12-11-2020 | Buenos Aires        | Argentina    | 1:1       | Paraguay       | Eliminatorias Mundial de 2022 |
| 21 | 17-11-2020 | Lima                | Perú         | 0:2       | Argentina      | Eliminatorias Mundial de 2022 |
| 22 | 03-06-2021 | Santiago del Estero | Argentina    | 1:1       | Chile          | Eliminatorias Mundial de 2022 |
| 23 | 08-06-2021 | Barranquilla        | Colombia     | 2:2       | Argentina      | Eliminatorias Mundial de 2022 |
| 24 | 14-06-2021 | Río de Janeiro      | Argentina    | 1:1       | Chile          | Copa América 2021             |
| 25 | 18-06-2021 | Brasilia            | Argentina    | 1:0       | Uruguay        | Copa América 2021             |
| 26 | 28-06-2021 | Cuiabá              | Bolivia      | 1:4       | Argentina      | Copa América 2021             |
| 27 | 03-07-2021 | Goiania             | Argentina    | 3:0       | Ecuador        | Copa América 2021             |
| 28 | 06-07-2021 | Brasilia            | Argentina    | 1 (3:2) 1 | Colombia       | Copa América 2021             |
| 29 | 10-07-2021 | Río de Janeiro      | Argentina    | 1:0       | Brasil         | Copa América 2021             |
| 30 | 02-09-2021 | Caracas             | Venezuela    | 1:3       | Argentina      | Eliminatorias Mundial de 2022 |
| 31 | 09-09-2021 | Buenos Aires        | Argentina    | 3:0       | Bolivia        | Eliminatorias Mundial de 2022 |
| 32 | 10-10-2021 | Buenos Aires        | Argentina    | 3:0       | Uruguay        | Eliminatorias Mundial de 2022 |
| 33 | 14-10-2021 | Buenos Aires        | Argentina    | 1:0       | Perú           | Eliminatorias Mundial de 2022 |
| 34 | 12-11-2021 | Montevideo          | Uruguay      | 0:1       | Argentina      | Eliminatorias Mundial de 2022 |
| 35 | 16-11-2021 | San Juan            | Argentina    | 0:0       | Brasil         | Eliminatorias Mundial de 2022 |
| 36 | 27-01-2022 | Calama              | Chile        | 1:2       | Argentina      | Eliminatorias Mundial de 2022 |
| 37 | 01-02-2022 | Córdoba             | Argentina    | 1:0       | Colombia       | Eliminatorias Mundial de 2022 |
| 38 | 01-06-2022 | Londres             | Italia       | 0:3       | Argentina      | Finalissima 2022              |
| 39 | 23-09-2022 | Gardens             | Argentina    | 3:0       | Honduras       | Amistoso                      |
| 40 | 27-09-2022 | Harrison            | Argentina    | 3:0       | Jamaica        | Amistoso                      |
| 41 | 22-11-2022 | Lusail              | Argentina    | 1:2       | Arabia Saudita | Copa Mundial 2022             |
| 42 | 26-11-2022 | Lusail              | Argentina    | 2:0       | México         | Copa Mundial 2022             |
| 43 | 30-11-2022 | Doha                | Polonia      | 0:2       | Argentina      | Copa Mundial 2022             |
| 44 | 03-12-2022 | Rayán               | Argentina    | 2:1       | Australia      | Copa Mundial 2022             |
| 45 | 09-12-2022 | Lusail              | Países Bajos | 2 (3:4) 2 | Argentina      | Copa Mundial 2022             |
| 46 | 18-12-2022 | Lusail              | Argentina    | 3 (4:2) 3 | Francia        | Copa Mundial 2022             |
| 47 | 23-03-2023 | Buenos Aires        | Argentina    | 2:0       | Panamá         | Amistoso                      |
| 48 | 28-03-2023 | Santiago del Estero | Argentina    | 7:0       | Curazao        | Amistoso                      |
| 49 | 07-09-2023 | Buenos Aires        | Argentina    | 1:0       | Ecuador        | Eliminatorias Mundial de 2026 |
| 50 | 12-09-2023 | La Paz              | Bolivia      | 0:3       | Argentina      | Eliminatorias Mundial de 2026 |
| 51 | 12-10-2023 | Buenos Aires        | Argentina    | 1:0       | Paraguay       | Eliminatorias Mundial de 2026 |
| 52 | 17-10-2023 | Lima                | Perú         | 0:2       | Argentina      | Eliminatorias Mundial de 2026 |
| 53 | 16-11-2023 | Buenos Aires        | Argentina    | 0:2       | Uruguay        | Eliminatorias Mundial de 2026 |
| 54 | 21-11-2023 | Río de Janeiro      | Brasil       | 0:1       | Argentina      | Eliminatorias Mundial de 2026 |
| 55 | 22-03-2024 | Filadelfia          | Argentina    | 3:0       | El Salvador    | Amistoso                      |
| 56 | 22-03-2024 | Los Ángeles         | Argentina    | 3:1       | Costa Rica     | Amistoso                      |
| 57 | 20-06-2024 | Atlanta             | Argentina    | 2:0       | Canadá         | Copa América 2024             |
| 58 | 25-06-2024 | East Rutherford     | Chile        | 0:1       | Argentina      | Copa América 2024             |
| 59 | 29-06-2024 | Miami Gardens       | Argentina    | 2:0       | Perú           | Copa América 2024             |

### Goles internacionales
| #  | Fecha                    | Lugar                                                          | Rival      | Gol   | Resultado     | Competición                      |
| -- | ------------------------ | -------------------------------------------------------------- | ---------- | ----- | ------------- | -------------------------------- |
| 1  | 11 de octubre de 2018    | Estadio Príncipe Fahd, Riad, Arabia Saudita                    | Irak       | 1 - 0 | 4 - 0         | Amistoso                         |
| 2  | 22 de marzo de 2019      | Wanda Metropolitano, Madrid, España                            | Venezuela  | 1 - 2 | 1 - 3         | Amistoso                         |
| 3  | 8 de junio de 2019       | Estadio del Bicentenario, San Juan, Argentina                  | Nicaragua  | 3 - 0 | 5 - 1         | Amistoso                         |
| 4  | 8 de junio de 2019       | Estadio del Bicentenario, San Juan, Argentina                  | Nicaragua  | 4 - 0 | 5 - 1         | Amistoso                         |
| 5  | 23 de junio de 2019      | Arena do Grêmio, Porto Alegre, Brasil                          | Catar      | 0 - 1 | 0 - 2         | Copa América 2019                |
| 6  | 28 de junio de 2019      | Estadio Maracana, Río de Janeiro, Brasil                       | Venezuela  | 1 - 0 | 2 - 0         | Copa América 2019                |
| 7  | 10 de septiembre de 2019 | Estadio Alamodome, San Antonio, Texas, Estados Unidos          | México     | 1 - 0 | 4 - 0         | Amistoso                         |
| 8  | 10 de septiembre de 2019 | Estadio Alamodome, San Antonio, Texas, Estados Unidos          | México     | 2 - 0 | 4 - 0         | Amistoso                         |
| 9  | 10 de septiembre de 2019 | Estadio Alamodome, San Antonio, Texas, Estados Unidos          | México     | 4 - 0 | 4 - 0         | Amistoso                         |
| 10 | 13 de octubre de 2020    | Estadio Hernando Siles, La Paz, Bolivia                        | Bolivia    | 1 - 1 | 1 - 2         | Eliminatorias Sudamericanas 2022 |
| 11 | 17 de noviembre de 2020  | Estadio Nacional, Lima, Perú                                   | Perú       | 0 - 2 | 0 - 2         | Eliminatorias Sudamericanas 2022 |
| 12 | 28 de junio de 2021      | Arena Pantanal, Cuiabá, Brasil                                 | Bolivia    | 1 - 4 | 1 - 4         | Copa América 2021                |
| 13 | 3 de julio de 2021       | Estadio Olímpico, Goiânia, Brasil                              | Ecuador    | 2 - 0 | 3 - 0         | Copa América 2021                |
| 14 | 6 de julio de 2021       | Estadio Nacional, Brasilia, Brasil                             | Colombia   | 1 - 0 | (3) 1 - 1 (2) | Copa América 2021                |
| 15 | 2 de septiembre de 2021  | Estadio Olímpico UCV, Caracas, Venezuela                       | Venezuela  | 0 - 1 | 1 - 3         | Eliminatorias Sudamericanas 2022 |
| 16 | 10 de octubre de 2021    | Estadio Monumental, Buenos Aires, Argentina                    | Uruguay    | 3 - 0 | 3 - 0         | Eliminatorias Sudamericanas 2022 |
| 17 | 14 de octubre de 2021    | Estadio Monumental, Buenos Aires, Argentina                    | Perú       | 1 - 0 | 1 - 0         | Eliminatorias Sudamericanas 2022 |
| 18 | 27 de enero de 2022      | Estadio Zorros del Desierto, Calama, Chile                     | Chile      | 1 - 2 | 1 - 2         | Eliminatorias Sudamericanas 2022 |
| 19 | 1 de febrero de 2022     | Estadio Mario A. Kempes, Córdoba, Argentina                    | Colombia   | 1 - 0 | 1 - 0         | Eliminatorias Sudamericanas 2022 |
| 20 | 1 de junio de 2022       | Estadio de Wembley, Londres, Inglaterra                        | Italia     | 1 - 0 | 3 - 0         | Copa de Campeones Conmebol-UEFA  |
| 21 | 23 de septiembre de 2022 | Hard Rock Stadium, Miami, Florida, Estados Unidos              | Honduras   | 1 - 0 | 3 - 0         | Amistoso                         |
| 22 | 26 de marzo de 2024      | Memorial Coliseum, Los Ángeles, California, Estados Unidos     | Costa Rica | 3 - 1 | 3 - 1         | Amistoso                         |
| 23 | 14 de junio de 2024      | Commanders Field, Landover, Maryland, Estados Unidos           | Guatemala  | 2 - 1 | 4 - 1         | Amistoso                         |
| 24 | 14 de junio de 2024      | Commanders Field, Landover, Maryland, Estados Unidos           | Guatemala  | 3 - 1 | 4 - 1         | Amistoso                         |
| 25 | 20 de junio de 2024      | Mercedes-Benz Stadium, Atlanta, Georgia, Estados Unidos        | Canadá     | 2 - 0 | 2 - 0         | Copa América 2024                |
| 26 | 25 de junio de 2024      | MetLife Stadium, East Rutherford, Nueva Jersey, Estados Unidos | Chile      | 0 - 1 | 0 - 1         | Copa América 2024                |
| 27 | 29 de junio de 2024      | Hard Rock Stadium, Miami, Estados Unidos                       | Perú       | 1 - 0 | 2 - 0         | Copa América 2024                |
| 28 | 29 de junio de 2024      | Hard Rock Stadium, Miami, Estados Unidos                       | Perú       | 2 - 0 | 2 - 0         | Copa América 2024                |
| 29 | 14 de julio de 2024      | Hard Rock Stadium, Miami, Estados Unidos                       | Colombia   | 1 - 0 | 1 - 0         | Copa América 2024                |
| 30 | 15 de octubre de 2024    | Estadio Monumental, Buenos Aires, Argentina                    | Bolivia    | 2 - 0 | 6 - 0         | Eliminatorias Sudamericanas 2026 |
| 31 | 14 de noviembre de 2024  | Estadio Defensores del Chaco, Asunción, Paraguay               | Paraguay   | 0 - 1 | 2 - 1         | Eliminatorias Sudamericanas 2026 |
| 32 | 19 de noviembre de 2024  | La Bombonera, Buenos Aires, Argentina                          | Perú       | 1 - 0 | 1 - 0         | Eliminatorias Sudamericanas 2026 |

### Selecciones goleadas en partidos de Selección por orden alfabético
- Martínez anotó 32 goles y dio 9 asistencias en sus 70 partidos con Argentina:[24]
- Rival al que más goles marcó: Perú, con 5 goles (2 en Copa América y 3 en eliminatorias)
- Rival al que más veces enfrentó: Brasil con 5 partidos.
- Cantidad de rivales a los que marcó: 15 rivales.

## Estilo de juego

### Recepción y comparaciones
En agosto de 2018, Luciano Spalletti, entonces entrenador del Inter de Milán, lo criticó negativamente en una conferencia de prensa, en uno de los primeros partidos de Martínez en el Inter donde marcó un gol, mencionando que a pesar del gol también debería poder mantenerse con el balón y comunicarse con sus compañeros.
A lo largo de la carrera de Martínez grandes figuras del mundo del fútbol lo elogiaron públicamente por sus rendimientos dentro de la cancha como Alessandro Altobelli, Antonio Conte, Simone Inzaghi, Lionel Messi, Romelu Lukaku, Ronaldo Nazario, Martín Palermo, Diego Milito, Daniel Passarella, Javier Zanetti, Nicolás Burdisso, Javier Saviola, Jürgen Klopp, entre otros.

## Estadísticas

### Clubes
Actualizado al último partido disputado el 30 de junio de 2025.
| Club                    | Div.          | Temporada     | Liga  | Liga  | Liga   | Copas nacionales | Copas nacionales | Copas nacionales | Copas internacionales | Copas internacionales | Copas internacionales | Total | Total | Total  | Media goleadora |
| Club                    | Div.          | Temporada     | Part. | Goles | Asist. | Part.            | Goles            | Asist.           | Part.                 | Goles                 | Asist.                | Part. | Goles | Asist. | Media goleadora |
| ----------------------- | ------------- | ------------- | ----- | ----- | ------ | ---------------- | ---------------- | ---------------- | --------------------- | --------------------- | --------------------- | ----- | ----- | ------ | --------------- |
| Racing Club Argentina   | 1.ª           | 2015          | 1     | 0     | 0      | —                | —                | —                | —                     | —                     | —                     | 1     | 0     | 0      | 0               |
| Racing Club Argentina   | 1.ª           | 2016          | 3     | 0     | 0      | 2                | 0                | 0                | —                     | —                     | —                     | 5     | 0     | 0      | 0               |
| Racing Club Argentina   | 1.ª           | 2016-17       | 23    | 9     | 1      | —                | —                | —                | 5                     | 0                     | 0                     | 28    | 9     | 1      | 0.32            |
| Racing Club Argentina   | 1.ª           | 2017-18       | 21    | 13    | 5      | 1                | 0                | 0                | 6                     | 5                     | 0                     | 28    | 18    | 5      | 0.64            |
| Racing Club Argentina   | Total club    | Total club    | 48    | 22    | 6      | 3                | 0                | 0                | 11                    | 5                     | 0                     | 62    | 27    | 6      | 0.44            |
| Inter de Milán · Italia | 1.ª           | 2018-19       | 27    | 6     | 2      | 2                | 2                | 0                | 6                     | 1                     | 0                     | 35    | 9     | 2      | 0.26            |
| Inter de Milán · Italia | 1.ª           | 2019-20       | 35    | 14    | 5      | 3                | 0                | 1                | 11                    | 7                     | 2                     | 49    | 21    | 8      | 0.43            |
| Inter de Milán · Italia | 1.ª           | 2020-21       | 38    | 17    | 10     | 4                | 1                | 0                | 6                     | 1                     | 1                     | 48    | 19    | 11     | 0.4             |
| Inter de Milán · Italia | 1.ª           | 2021-22       | 35    | 21    | 3      | 6                | 3                | 1                | 8                     | 1                     | 0                     | 49    | 25    | 4      | 0.51            |
| Inter de Milán · Italia | 1.ª           | 2022-23       | 38    | 21    | 7      | 6                | 4                | 1                | 13                    | 3                     | 3                     | 57    | 28    | 11     | 0.49            |
| Inter de Milán · Italia | 1.ª           | 2023-24       | 33    | 24    | 6      | 3                | 1                | 1                | 8                     | 2                     | 0                     | 44    | 27    | 7      | 0.61            |
| Inter de Milán · Italia | 1.ª           | 2024-25       | 31    | 12    | 5      | 4                | 1                | 0                | 17                    | 11                    | 2                     | 53    | 24    | 7      | 0.47            |
| Inter de Milán · Italia | Total club    | Total club    | 237   | 115   | 38     | 28               | 12               | 4                | 68                    | 25                    | 8                     | 335   | 153   | 50     | 0.45            |
| Total carrera           | Total carrera | Total carrera | 285   | 137   | 44     | 31               | 12               | 4                | 79                    | 30                    | 8                     | 397   | 180   | 56     | 0.45            |
| 1. 2. 3.                |               |               |       |       |        |                  |                  |                  |                       |                       |                       |       |       |        |                 |

### Selección
| Selección          | Temporada | Amistosos | Amistosos | Amistosos | Sudamérica | Sudamérica | Sudamérica | Conmebol-UEFA | Conmebol-UEFA | Conmebol-UEFA | Mundial | Mundial | Mundial | Total | Total | Total  | Media goleadora |
| Selección          | Temporada | Part.     | Goles     | Asist.    | Part.      | Goles      | Asist.     | Part.         | Goles         | Asist.        | Part.   | Goles   | Asist.  | Part. | Goles | Asist. | Media goleadora |
| ------------------ | --------- | --------- | --------- | --------- | ---------- | ---------- | ---------- | ------------- | ------------- | ------------- | ------- | ------- | ------- | ----- | ----- | ------ | --------------- |
| Sub-20 Argentina   | 2017      | —         | —         | —         | 9          | 5          | 1          | —             | —             | —             | 2       | 2       | 0       | 11    | 7     | 1      | 0.64            |
| Sub-20 Argentina   | Total     | —         | —         | —         | 9          | 5          | 1          | —             | —             | —             | 2       | 2       | 0       | 11    | 7     | 1      | 0.64            |
| Absoluta Argentina | 2018      | 4         | 1         | 0         | —          | —          | —          | —             | —             | —             | —       | —       | —       | 4     | 1     | 0      | 0.25            |
| Absoluta Argentina | 2019      | 9         | 6         | 1         | 4          | 2          | 0          | —             | —             | —             | —       | —       | —       | 13    | 8     | 1      | 0.62            |
| Absoluta Argentina | 2020      | —         | —         | —         | 4          | 2          | 1          | —             | —             | —             | —       | —       | —       | 4     | 2     | 1      | 0.5             |
| Absoluta Argentina | 2021      | —         | —         | —         | 14         | 6          | 3          | —             | —             | —             | —       | —       | —       | 14    | 6     | 3      | 0.43            |
| Absoluta Argentina | 2022      | 2         | 1         | 1         | 2          | 2          | 0          | 1             | 1             | 1             | 6       | 0       | 0       | 11    | 4     | 2      | 0.36            |
| Absoluta Argentina | 2023      | 2         | 0         | 0         | 6          | 0          | 0          | —             | —             | —             | —       | —       | —       | 8     | 0     | 0      | 0               |
| Absoluta Argentina | 2024      | 4         | 3         | 1         | 12         | 8          | 1          | —             | —             | —             | —       | —       | —       | 16    | 11    | 2      | 0.69            |
| Absoluta Argentina | Total     | 21        | 11        | 3         | 42         | 20         | 5          | 1             | 1             | 1             | 6       | 0       | 0       | 70    | 32    | 9      | 0.46            |
| Total              | Total     | 21        | 11        | 3         | 51         | 25         | 6          | 1             | 1             | 1             | 8       | 2       | 0       | 81    | 39    | 10     | 0.48            |
| 1. 2. 3.           |           |           |           |           |            |            |            |               |               |               |         |         |         |       |       |        |                 |

### Hat-tricks
| Lista de partidos en los que anotó tres o más goles | Lista de partidos en los que anotó tres o más goles | Lista de partidos en los que anotó tres o más goles | Lista de partidos en los que anotó tres o más goles | Lista de partidos en los que anotó tres o más goles | Lista de partidos en los que anotó tres o más goles | Lista de partidos en los que anotó tres o más goles |
| N.º                                                 | Fecha                                               | Estadio                                             | Partido                                             | Goles                                               | Resultado                                           | Competición                                         |
| --------------------------------------------------- | --------------------------------------------------- | --------------------------------------------------- | --------------------------------------------------- | --------------------------------------------------- | --------------------------------------------------- | --------------------------------------------------- |
| 1                                                   | 04/02/2018                                          | Presidente Perón, Argentina                         | Racing Club - Huracán                               |                                                     | 4 - 0                                               | Superliga Argentina 2017-18                         |
| 2                                                   | 27/02/2018                                          | Presidente Perón, Argentina                         | Racing Club - Cruzeiro                              |                                                     | 4 - 2                                               | Copa Libertadores 2018                              |
| 3                                                   | 10/09/2019                                          | Alamodome, Estados Unidos                           | Argentina - México                                  |                                                     | 4 - 0                                               | Amistoso internacional                              |
| 4                                                   | 03/01/2021                                          | Giuseppe Meazza, Italia                             | Internazionale - Crotone                            |                                                     | 6 - 2                                               | Serie A 2020-21                                     |
| 5                                                   | 04/03/2022                                          | Giuseppe Meazza, Italia                             | Internazionale - Salernitana                        |                                                     | 5 - 0                                               | Serie A 2021-22                                     |
| 6                                                   | 30/09/2023                                          | Estadio Arechi, Italia                              | Salernitana - Internazionale                        |                                                     | 0 - 4                                               | Serie A 2023-24                                     |
| 7                                                   | 29/01/2025                                          | Giuseppe Meazza, Italia                             | Internazionale - AS Mónaco                          |                                                     | 3 - 0                                               | Liga de Campeones 2024-25                           |

## Palmarés

### Títulos nacionales
| Título              | Equipo               | País   | Año     |
| ------------------- | -------------------- | ------ | ------- |
| Serie A             | F. C. Internazionale | Italia | 2020-21 |
| Supercopa de Italia | F. C. Internazionale | Italia | 2021    |
| Copa Italia         | F. C. Internazionale | Italia | 2021-22 |
| Supercopa de Italia | F. C. Internazionale | Italia | 2022    |
| Copa Italia         | F. C. Internazionale | Italia | 2022-23 |
| Supercopa de Italia | F. C. Internazionale | Italia | 2023    |
| Serie A             | F. C. Internazionale | Italia | 2023-24 |

### Títulos internacionales
| Título                          | Equipo                 | Sede           | Año  |
| ------------------------------- | ---------------------- | -------------- | ---- |
| Copa América                    | Selección de Argentina | Brasil         | 2021 |
| Copa de Campeones Conmebol-UEFA | Selección de Argentina | Londres        | 2022 |
| Copa Mundial de Fútbol          | Selección de Argentina | Catar          | 2022 |
| Copa América                    | Selección de Argentina | Estados Unidos | 2024 |

### Distinciones individuales
| Distinción                                                                           | Año                          |
| ------------------------------------------------------------------------------------ | ---------------------------- |
| Máximo Goleador del Torneo Sub-20 de la Alcudia                                      | 2016                         |
| MVP del Torneo Sub-20 de la Alcudia                                                  | 2016                         |
| Máximo goleador del Campeonato Sudamericano Sub-20                                   | 2017                         |
| Once Ideal del Campeonato Sudamericano Sub-20                                        | 2017                         |
| Once Ideal de la Superliga Argentina                                                 | 2017-18                      |
| Jugador Revelación de la Superliga Argentina                                         | 2017-18                      |
| MVP vs. Venezuela en la Copa America                                                 | 2019                         |
| Equipo de la temporada de la Liga Europa de la UEFA                                  | 2019-20                      |
| Equipo ideal de la Conmebol según IFFHS                                              | 2021, 2023                   |
| Futbolista de la temporada del Inter de Milán                                        | 2021-22                      |
| Parte de los 100 mejores jugadores del mundo según The Guardian                      | 2019, 2020, 2021, 2022, 2023 |
| MVP vs. SL Benfica (vuelta) / Liga de Campeones de la UEFA 2022-23                   | 2023                         |
| MVP vs. AC Milan (vuelta) / Liga de Campeones de la UEFA 2022-23                     | 2023                         |
| MVP de la Final de la Copa Italia 2022-23                                            | 2023                         |
| Mejor jugador del mes de octubre de la temporada 2023-24 de la Serie A               | 2023                         |
| Jugador del partido - Supercopa de Italia                                            | 2023                         |
| Nominado a mejor jugador de la temporada en los Globe Soccer Awards (Europe Edition) | 2024                         |
| Futbolista del Año en la Serie A                                                     | 2024                         |
| Capocannoniere                                                                       | 2024                         |
| Jugador del partido vs. Perú / Copa América                                          | 2024                         |
| Bota de Oro (5 goles) - Copa América                                                 | 2024                         |
| Once Ideal de la Copa América por IFFHS                                              | 2024                         |
| Equipo ideal de la Copa América 2024 según la Conmebol                               | 2024                         |
| Nominado al Balón de Oro                                                             | 2021, 2023, 2024             |
| Nominado a Mejor Jugador del Año por la IFFHS                                        | 2023, 2024                   |
| Premio Golden Foot                                                                   | 2024                         |
| Nominado a Mejor Jugador del Año en los Globe Soccer Awards                          | 2023, 2024                   |
| Nominado a Mejor Delantero por el Premio The Best FIFA                               | 2024                         |

### Récords
Actualizado al día 16 de febrero de 2024.
- Único futbolista en la historia de la Serie A en marcar cuatro goles en un partido en el que empezó siendo suplente (0:4 vs. Salernitana, por la fecha 7 de la Serie A 2023-24).[67]
- Máximo goleador argentino en la historia del Inter de Milán, con 125 anotaciones en 269 partidos, superando a Mauro Icardi, que cuenta con 124. Hito conseguido tras marcar un tanto en el 4:0 ante Salernitana, por la fecha 25 de la Serie A 2023-24.[68]

## Vida personal
Desde 2018, está en una relación con Agustina Gandolfo, una emprendedora y entrenadora fitness. El 27 de mayo del 2023, se casaron en Villa de Este, una villa en Tivoli, cerca de Roma, Italia. Es hermano del basquetbolista Jano Martínez.